# Diaphorocera carinicollis
Diaphorocera carinicollis es una especie de coleóptero de la familia Meloidae.

## Distribución geográfica
Habita en Túnez y en Argelia.